# Hrabstwo Wyoming (Pensylwania)

Piramida wieku hrabstwa

Wyoming – hrabstwo w stanie Pensylwania w USA. Populacja liczy 28276 mieszkańców (stan według spisu z 2010 roku).
Powierzchnia hrabstwa to 1049 km² (w tym 21 km² stanowią wody). Gęstość zaludnienia wynosi 27 osób/km².

## Miejscowości

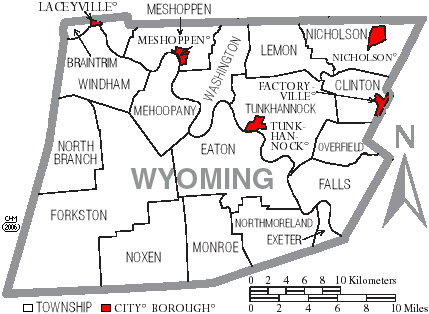
Rozmieszczenie miast i boroughs na mapie hrabstwa

### Boroughs
| - Factoryville - Laceyville - Meshoppen | - Nicholson - Tunkhannock |